# ماري لويز درير
ماري لويز درير (بالإنجليزية: Marie-Louise Dreier)‏ (3 أكتوبر 1936، بروكسل في بلجيكا)؛ كاتِبة وشاعرة سويسرية.